# Leptoneta infuscata ovetana
Leptoneta infuscata là một loài nhện trong họ Leptonetidae.
Loài này thuộc chi Leptoneta. Leptoneta infuscata ovetana được miêu tả năm 1939 bởi Machado.